# Musée de Mallawi
Le musée national de Mallawi est un musée d'antiquités égyptiennes situé à Mallawi, dans le gouvernorat de Minya, en Haute-Égypte. une large partie des artefacts provient d'Hermopolis Magna.
Le musée a été créé en 1962 pour abriter les découvertes des fouilles archéologiques locales. Il conservait une importante collection d'objets égyptiens anciens d’environ 1000 artefacts, couvrant quelque 3 500 ans d’histoire .
Le musée est composé de quatre salles qui comprennent des antiquités découvertes dans la région de Tounah el-Gebel, un site archéologique majeur de Moyenne-Égypte. C'était la nécropole de la ville d'Hermopolis Magna, appelée Khéménou par les anciens Égyptiens. Le site est surtout connu pour le fameux tombeau de Pétosiris, prêtre de Thot de la fin de la XXXe dynastie, peu avant la seconde invasion perse.

## Pillage
Le musée a été pillé en août 2013, à la faveur du coup d'État,. Plus de 1 000 pièces ont été volées ou détruites au cours du saccage, mais environ la moitié d’entre elles ont depuis été récupérées.
Parmi les antiquités volées une statue en calcaire de la fille du pharaon Akhenaton, et d’autres comme des pièces gréco-romaines en or et en bronze, de la poterie et des sculptures de bronze d'animaux consacrés à Thot.
Les autorités égyptiennes avec la coopération de la communauté internationale, ont réussi à récupérer près de 950 des 1 089 objets inscrits dans l'inventaire du musée national, parmi lesquels la statue de la fille d'Akhénaton.
Ce musée a été rouvert le 22 septembre 2016, après trois ans de réaménagements et fait l'objet de célébrations à l'occasion de son soixantième anniversaire en 2022.